# ポリメチルペンテン
ポリメチルペンテン（polymethylpentene, PMP）は、ポリオレフィン樹脂の一種に当たる 熱可塑性樹脂に属する合成樹脂。CAS番号は25068-26-2。
TPXとも呼ばれるが、独占メーカーである三井化学の登録商標である。

## 製法
プロピレンをアルカリ金属触媒で反応させ、得られたメチルペンテンをチーグラー・ナッタ触媒を使用して重合する。
CH2=CH−CH3  +  CH2=CH−CH3 　 → 　CH2=CH−CH2−CH−2(CH3) …4-メチルペンテン-1
n CH2=CH−CH2−CH−2(CH3) 　 →　  [−CH2−C(−CH2−CH−2(CH3))H−]n

## 特徴
- 透明。
- 密度0.83は熱可塑性樹脂としては最小。
- クリープ特性が良好で、HDPEやPPよりも優れている。
- 耐熱性は高く、融点230～240℃、ビカット軟化点160～170℃。
- 耐薬品性に優れる。
- 表面張力はフッ素樹脂に次ぎ小さい。
- 電気絶縁性に優れ、誘電率は合成樹脂中最小。

## 歴史
インペリアル・ケミカル・インダストリーズ(ICI)が発明し製造販売を開始したが、現在では三井化学が事業譲渡を受け、同社のみが製造販売を行っている。

## 用途
医療用機器や理化学機器で広く使用されている。注射器、ビーカー、シャーレ、メスシリンダーなどはガラス素材からの転化が進んでいる。同様に食品や化粧品容器にも利用される。
フィルムは包装用の他に、離型ライナーとして工業分野で利用されるほか、光学用途に向けた研究も行われている。リケンファブロの食品用ラップフィルム「フォーラップ」の材料である。